# نهائي كأس ألمانيا 2016
نهائي كأس ألمانيا 2016 هي المباراة النهائية من منافسة كأس ألمانيا 2015–16، أقيمت المباراة في 21 مايو 2016، في الملعب الأولمبي، بين فريقي بايرن ميونخ، وبوروسيا دورتموند، وفاز فيها بايرن ميونخ، بعد أن هزم بوروسيا دورتموند، بنتيجة 0 - 0، وكان حكم المباراة ماركو فريتز، وحضر المباراة 74322 شخصاً.

## تفاصيل المباراة
لعبت المباراة النهائية في 21 مايو 2016.
| بايرن ميونخ | 0 -0 | بوروسيا دورتموند |
| ----------- | ---- | ---------------- |
|             |      |                  |